# Призрак Оперы (фильм, 1989)
«Призрак Оперы» (англ. The Phantom of the Opera) — кинофильм, достаточно вольная экранизация одноимённого романа Гастона Леру.

## Пролог
«Молитесь за тех, кто душу свою бессмертную отдал Сатане, ибо каждый из них осуждён на то, чтобы переживать свою проклятую жизнь вечно». (приписывается Saint Jean Vitius de Rouen, казнённому 5 марта 1544 года).

## Сюжет
Нью-Йорк, XX век, начинающая певица Кристина Дэй находит в библиотеке пострадавшие от времени ноты неизвестной оперы никому не известного композитора. Девушка не могла знать, что пьеса «Ликующий Дон Жуан» (Don Juan Triumphant) обладает дьявольской силой. Во время прослушивания, исполняя произведение впервые целиком, Кристина попадает во временной провал. Действие переносится в Лондон XIX века, где раскрывается тайна найденной оперы и связанное с ней проклятие.
Талантливый музыкант продал свою душу дьяволу, чтобы публика полюбила его. И дьявол выполнил его желание — публика полюбила его, но только за его музыку, ибо лицо композитора дьявол жутко обезобразил. Убить несчастного можно, только уничтожив ноты его произведений. Имя его — Эрик Дестлер, а скрывает лицо он потому, что черты его иначе как дьявольскими не назовешь. Но не только обезображенное лицо отличало Дестлера от других мужчин, выказывающих своё внимание Кристине. Чёрное сердце и ненависть ко всему, что может препятствовать их с Кристиной союзу, — вот его главные отличия. Чудовище, ставшее покровителем девушки, оказывается никем иным, как Призраком Оперы, обитавшим в подвальных помещениях театра. Монстром, о котором веками слагались легенды…
В конце фильма Кристина встречает на улице скрипача, и как только она проходит мимо него, музыкант начинает играть «Ликующего Дон Жуана». Эрик всё ещё жив?

## В ролях
- Роберт Инглунд — Эрик Дэстлер / Призрак Оперы
- Джилл Шёлен — Кристина Дэй
- Алекс Хайд-Уайт — Ричард Даттон
- Билл Найи — Мартин Бартон
- Стэфани Лоуренс — Карлотта

## Награды
- Brit Awards — Лучший саундтрек

## Саундтрек
Основная тема саундтрека: Ариетта «Your eyes see but my shadow» (версия с хором)
Исполнители:
- Ирина Сакне (сопрано);
- Академический большой хор п/у Бориса Тараканова

## Интересные факты
- Съёмки фильма прошли в Будапеште, Лондоне и Нью-Йорке.
- Слоган к фильму: «Роберт Инглунд… был Фредди, теперь он Призрак Оперы!» (Robert Englund… was Freddy now he’s the Phantom of the Opera! An all new nightmare!).